# Гомилии Григория Богослова
Гоми́лии Григо́рия Богосло́ва (BnF Grec. 510) — иллюминированная рукопись Гомилий Григория Богослова, созданная в 879—882 годах, хранится в Парижской национальной библиотеке. Манускрипт состоит из 465 листов, из которых более сорока иллюстрированные. Всего в рукописи более 200 иллюстраций. 
Предположительно, книга была создана для императора Василия Македонянина и находилась в его владении, в подтверждении этого являются изображения Василия и его семейства в рукописи, скорее всего изготовлена царскими миниатюристами. В миниатюрах рукописи необыкновенно развита техника изображений, удивительное искусство в распределении света-тени, блеск красок, роскошь костюмов и деталей.
Рукопись датировали следующим образом. На одной из страниц изображены: Пророк Илья, император Василий, архангел Гавриил. Отсюда сделали вывод, что рукопись была создана при императоре Василии и принадлежала ему. На другой странице  изображены: супруга Василия — Евдокия Ингерина и его дети — Лев VI, Александр. Отсутствует старший сын Василия — Константин, который умер 3 сентября 879 года, но присутствует супруга Василия — Евдокия Ингерина, которая умерла в 882 году. Далее сделали вывод, что книга создана между 879 и 882 годами.
Рукопись принадлежала библиотеке кардинала Никколо Ридольфи (умер 1550 году), недолгое время находилась у Пьеро Строцци (умер в 1558 году), после чего перешла в руки к Екатерине Медичи, чтобы войти в Королевскую библиотеку; с 1599 года манускрипт хранится в Национальной библиотеке Франции — документ «MS Grec 510». 

## Галерея изображений манускрипта

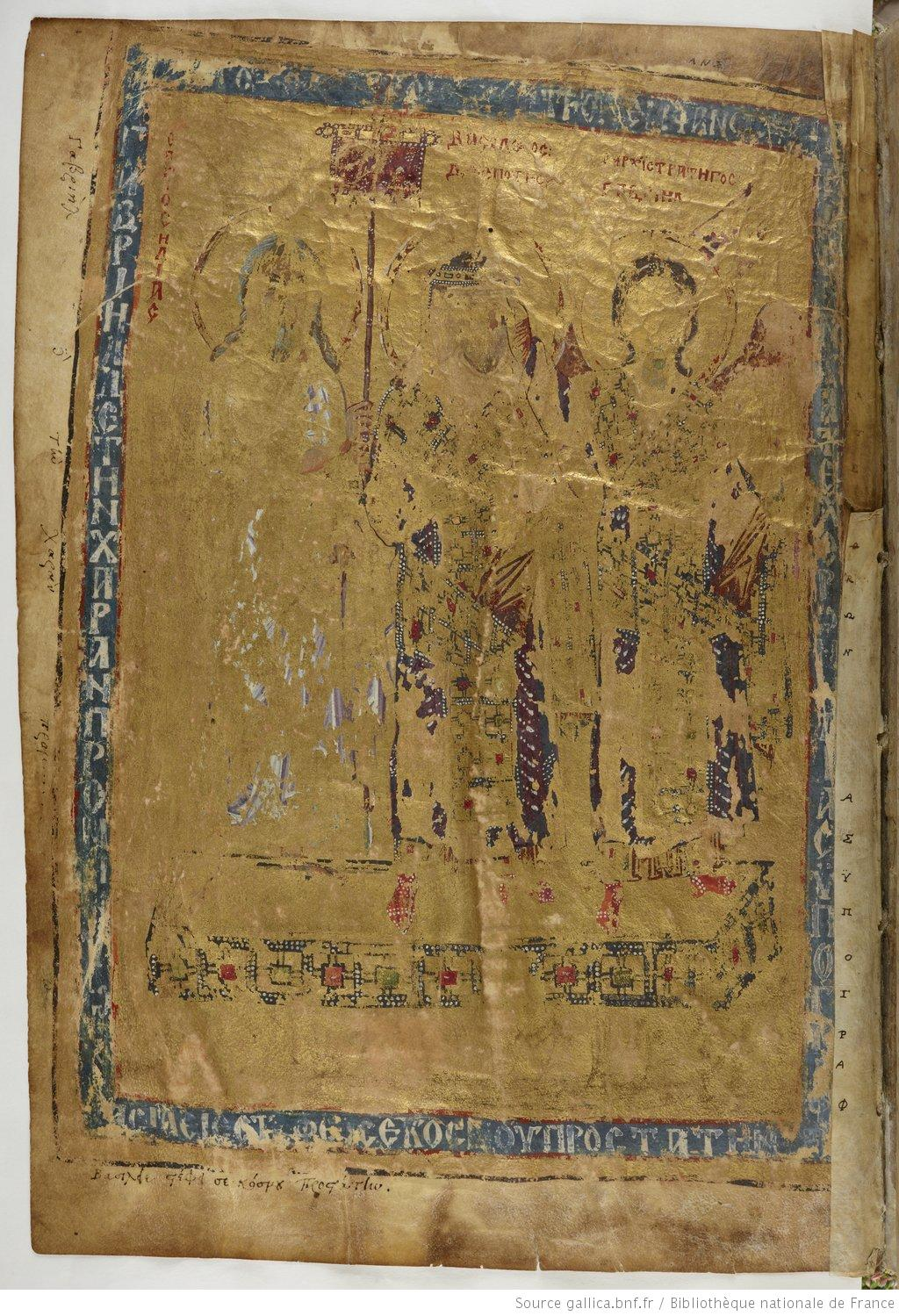
Пророк Илья, император Василий, архангел Гавриил
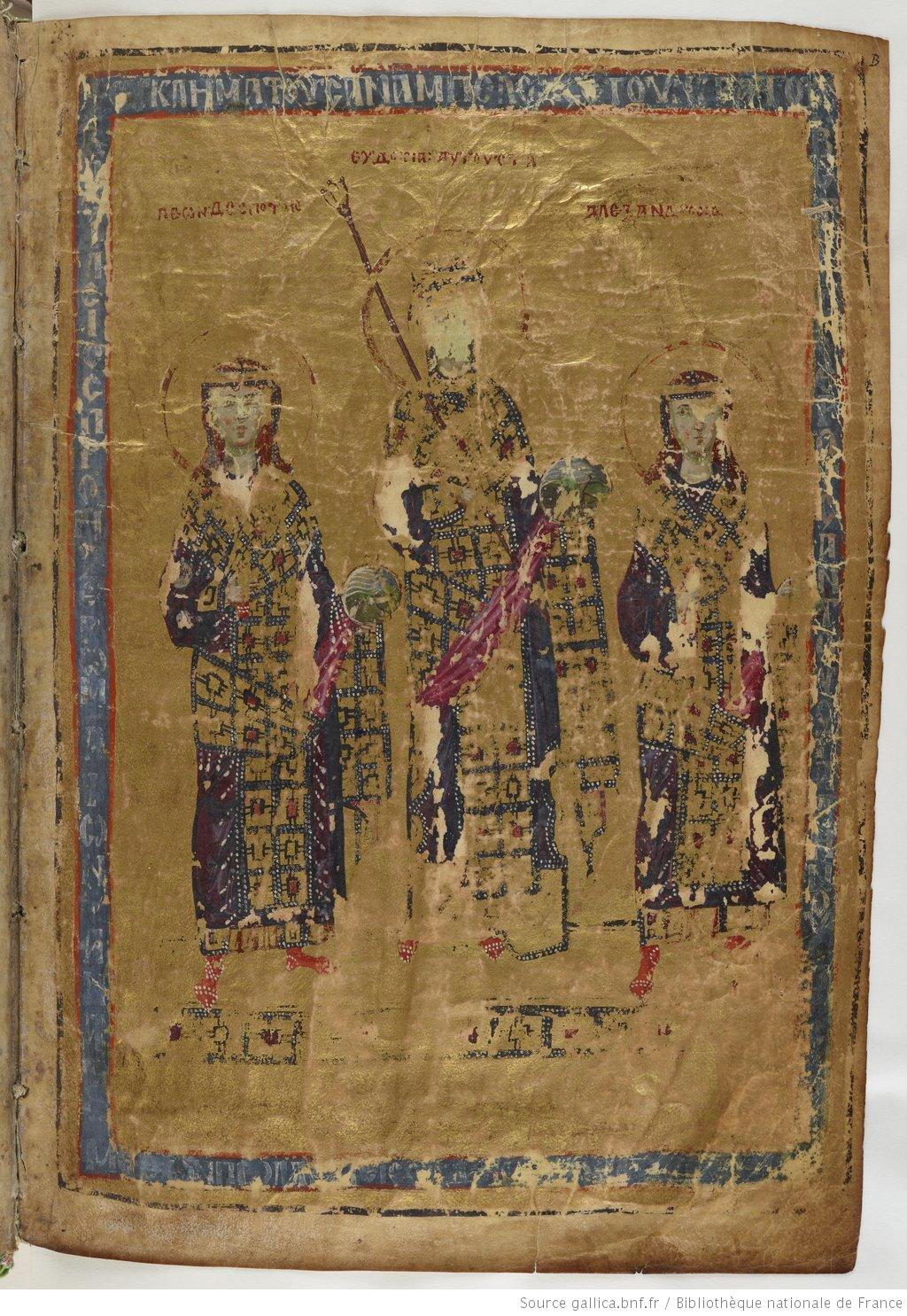
Евдокия Ингерина, Лев VI, Александр
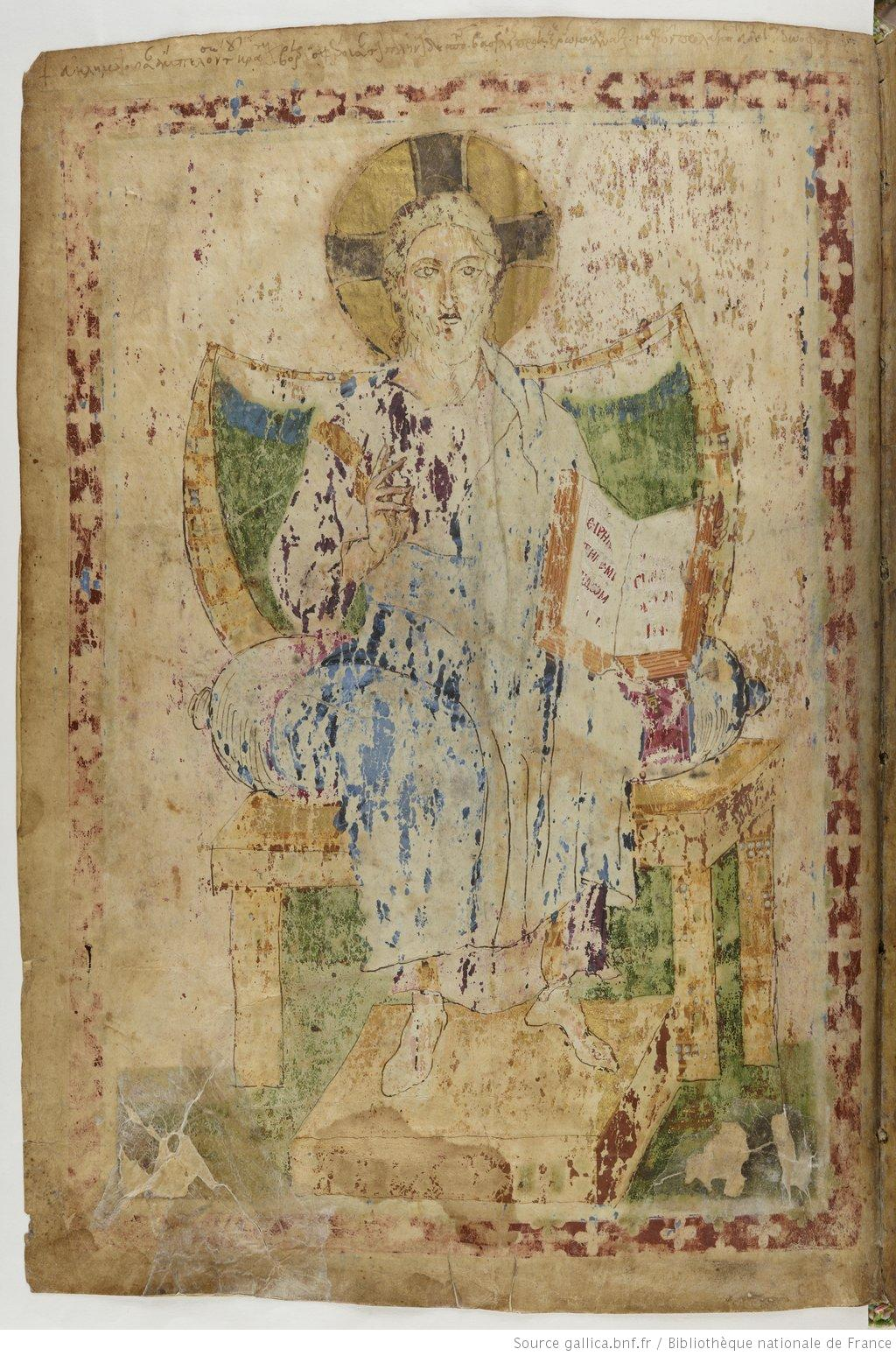
Спаситель
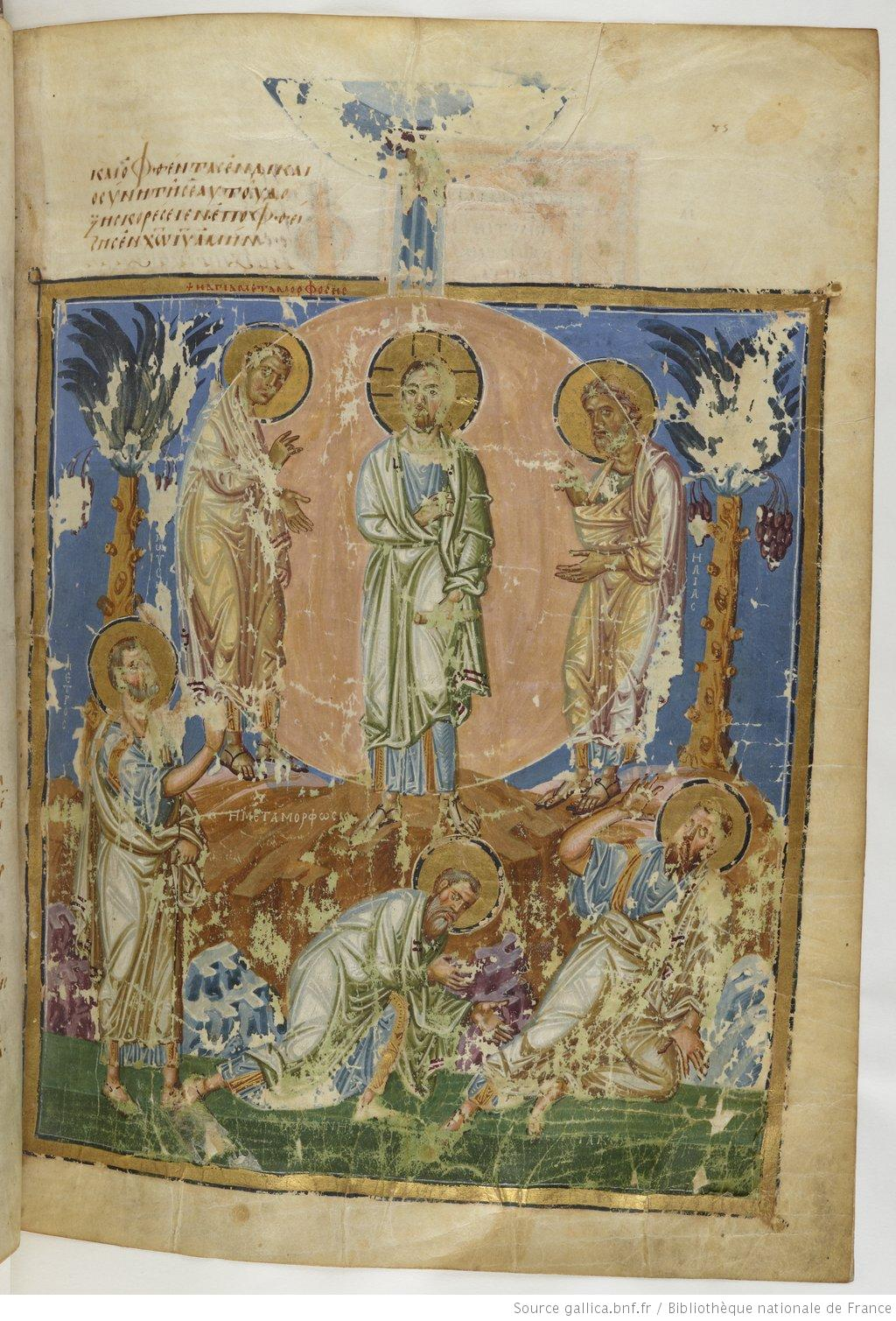
Преображение Господне
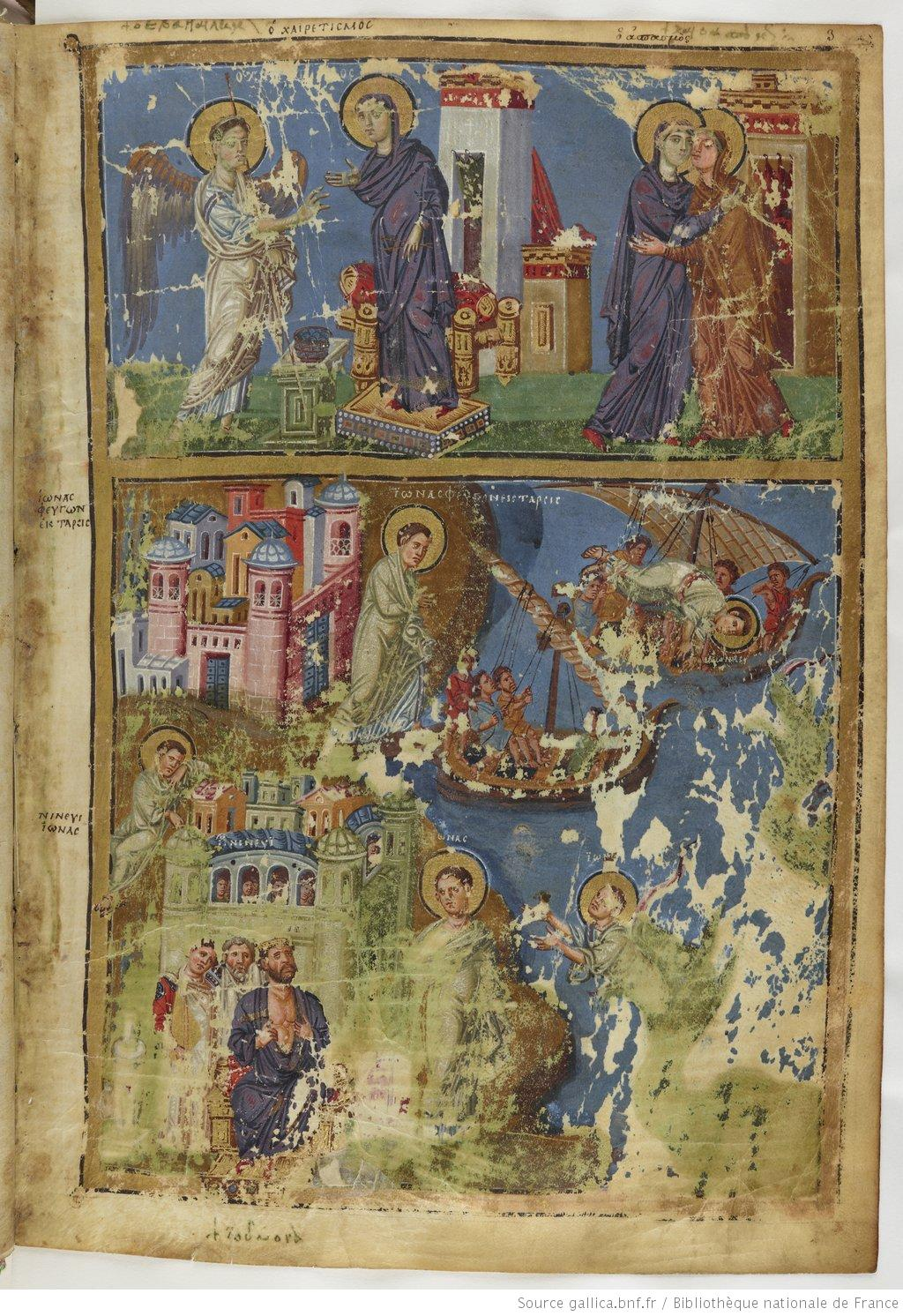
наверху: Благовещение, Встреча Девы Марии с праведной Елизаветою; внизу: Бегство пророка Ионы и его проповедь в Ниневии.
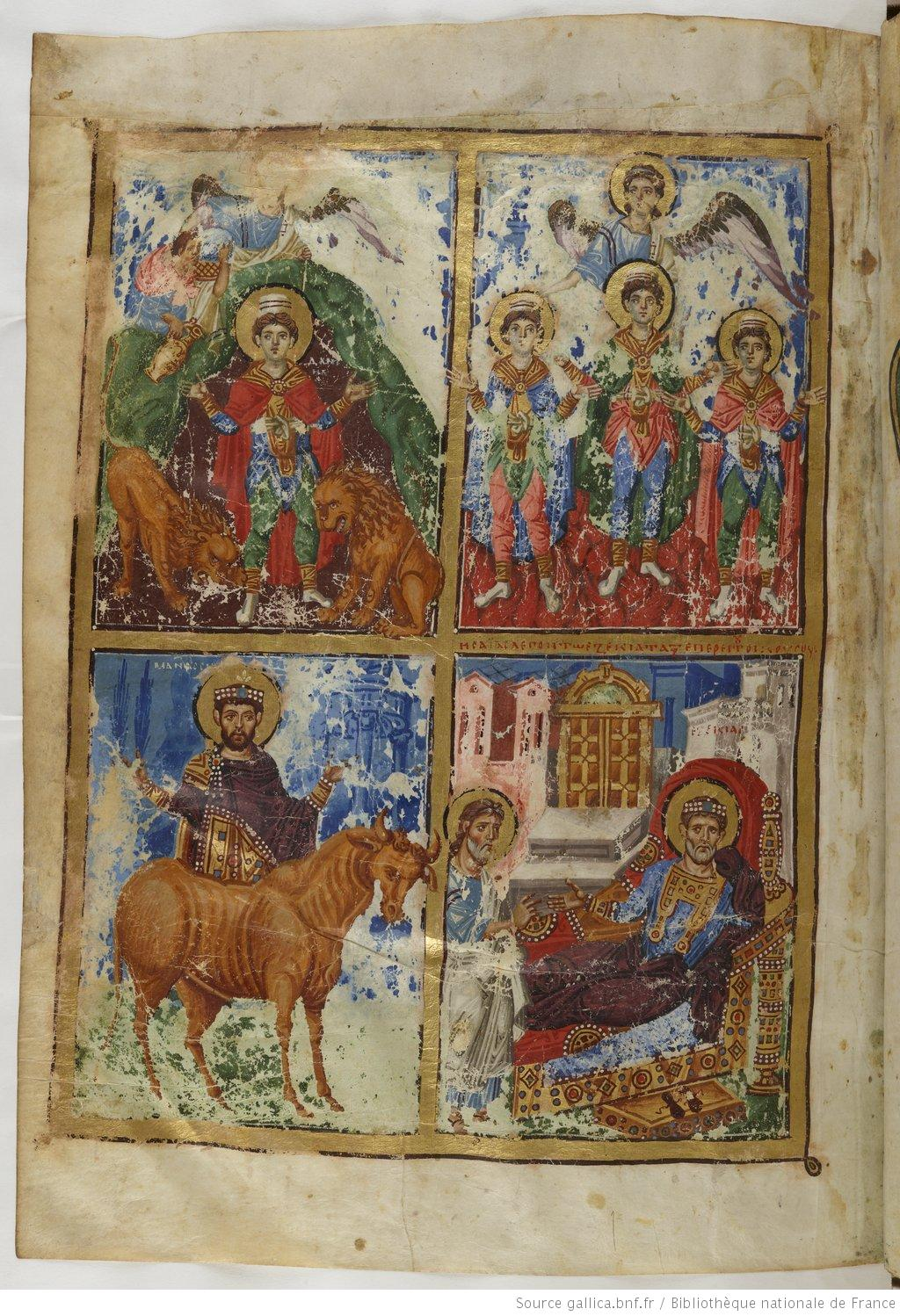
наверху: пророк Даниил во рву с львами, Три отрока в пещи огненной; внизу: царь Манассия, пророк Исайя и царь Езекия
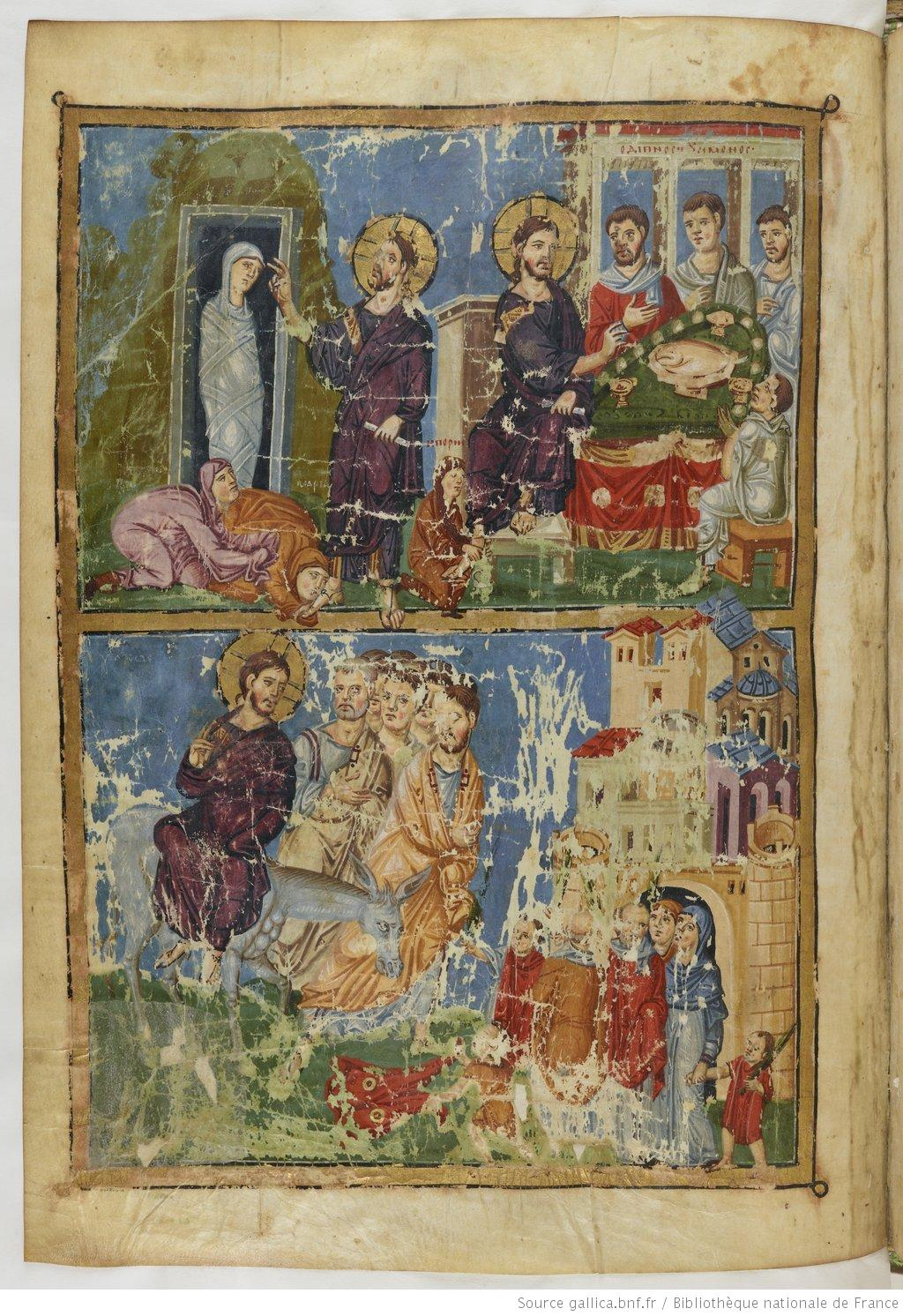
наверху: Воскрешение Лазаря; блудница, омывающая ноги Христа миром в доме Симона фарисея внизу: Вход Господень в Иерусалим.
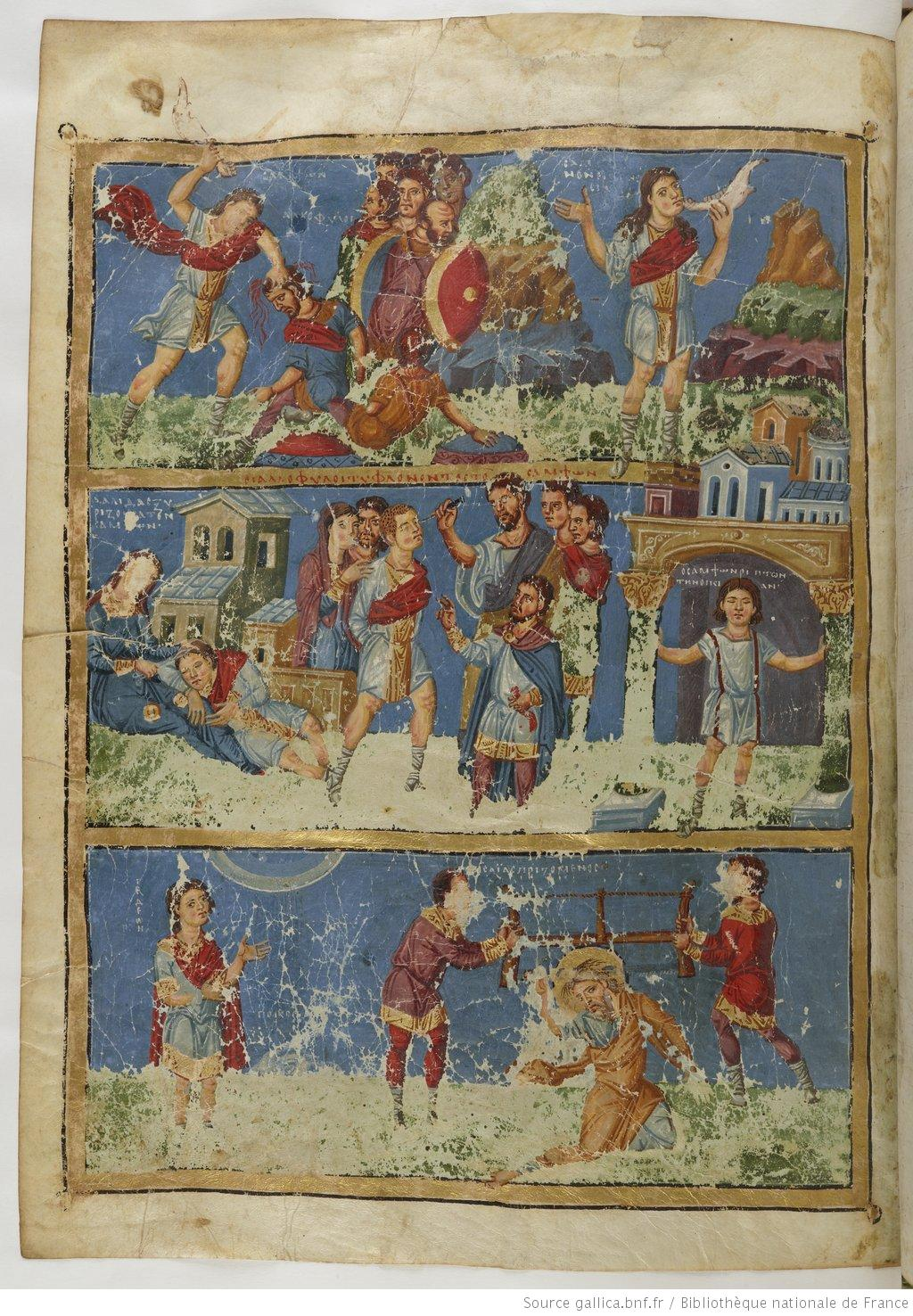
наверху: жизнь Самсона; внизу: Гедеон, пророка Исайю распиливают пилой.
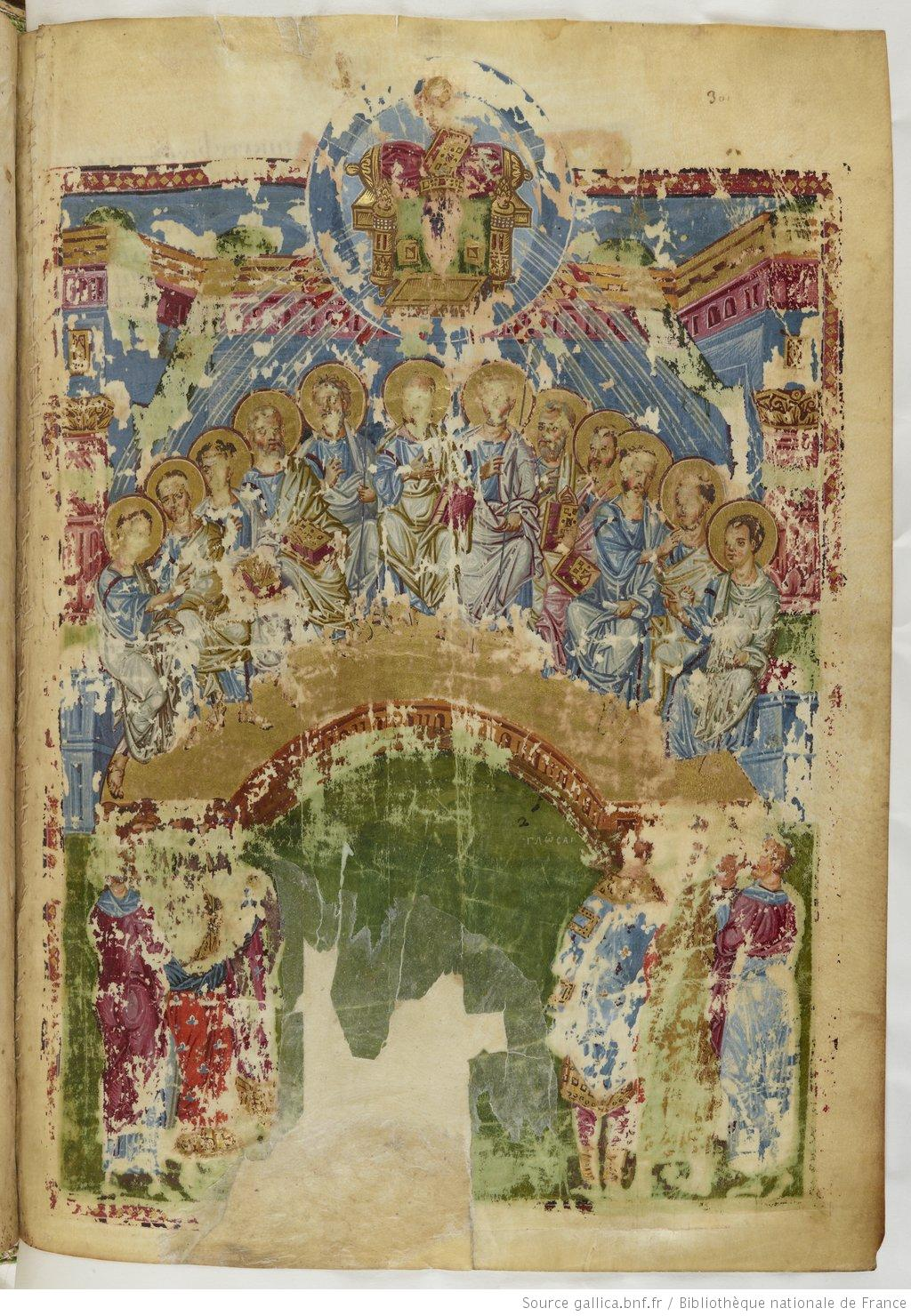
Пятидесятница
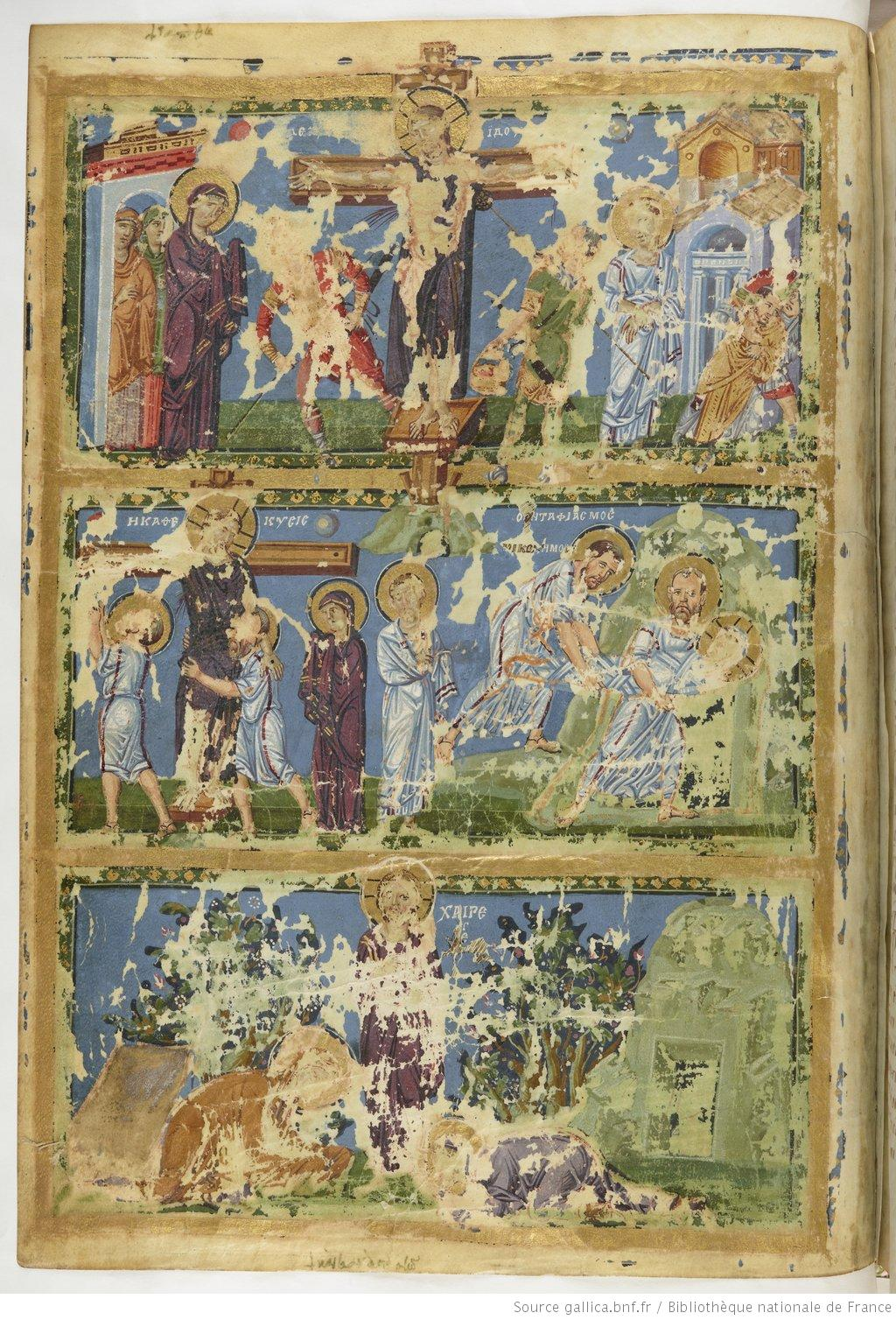
Распятие Спасителя; Иосиф и Никодим кладут тело Христа в гроб;  Явление воскресшего Христа Марии Магдалине.
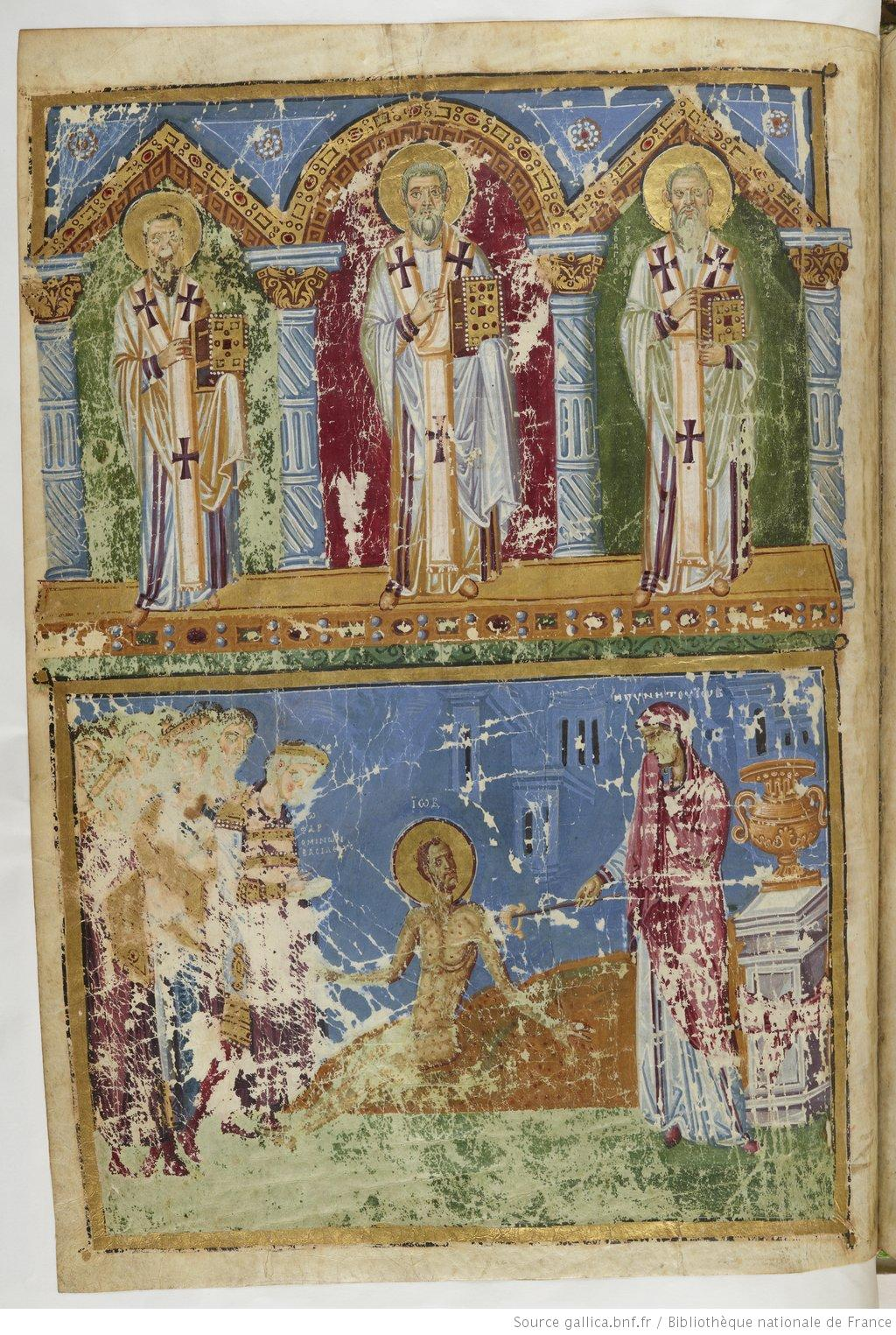
наверху: Три святителя; внизу: Иов на гноище
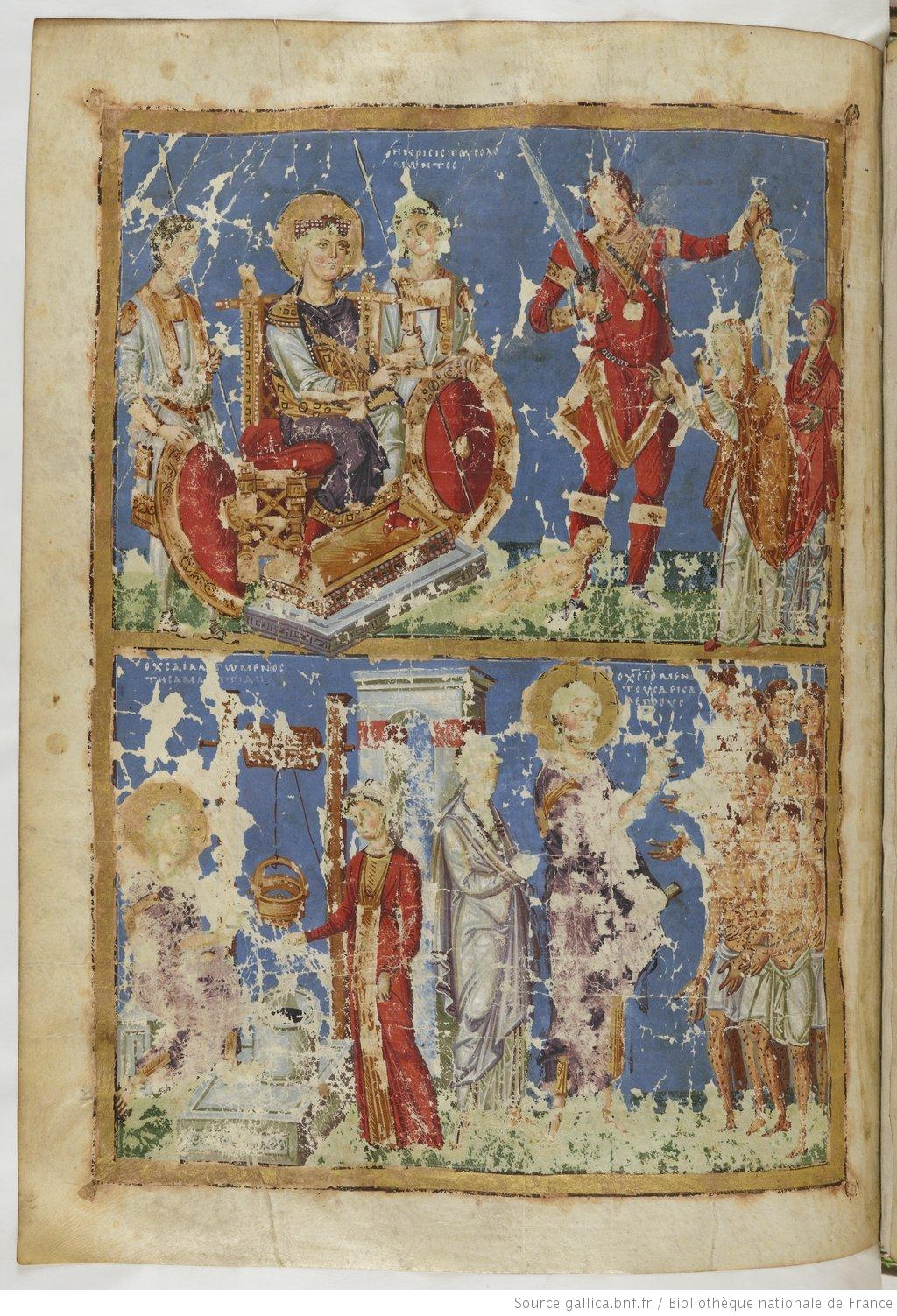
наверху: Суд царя Соломона; внизу: Христос и Самаряныня ; Христос исцеляет прокаженных
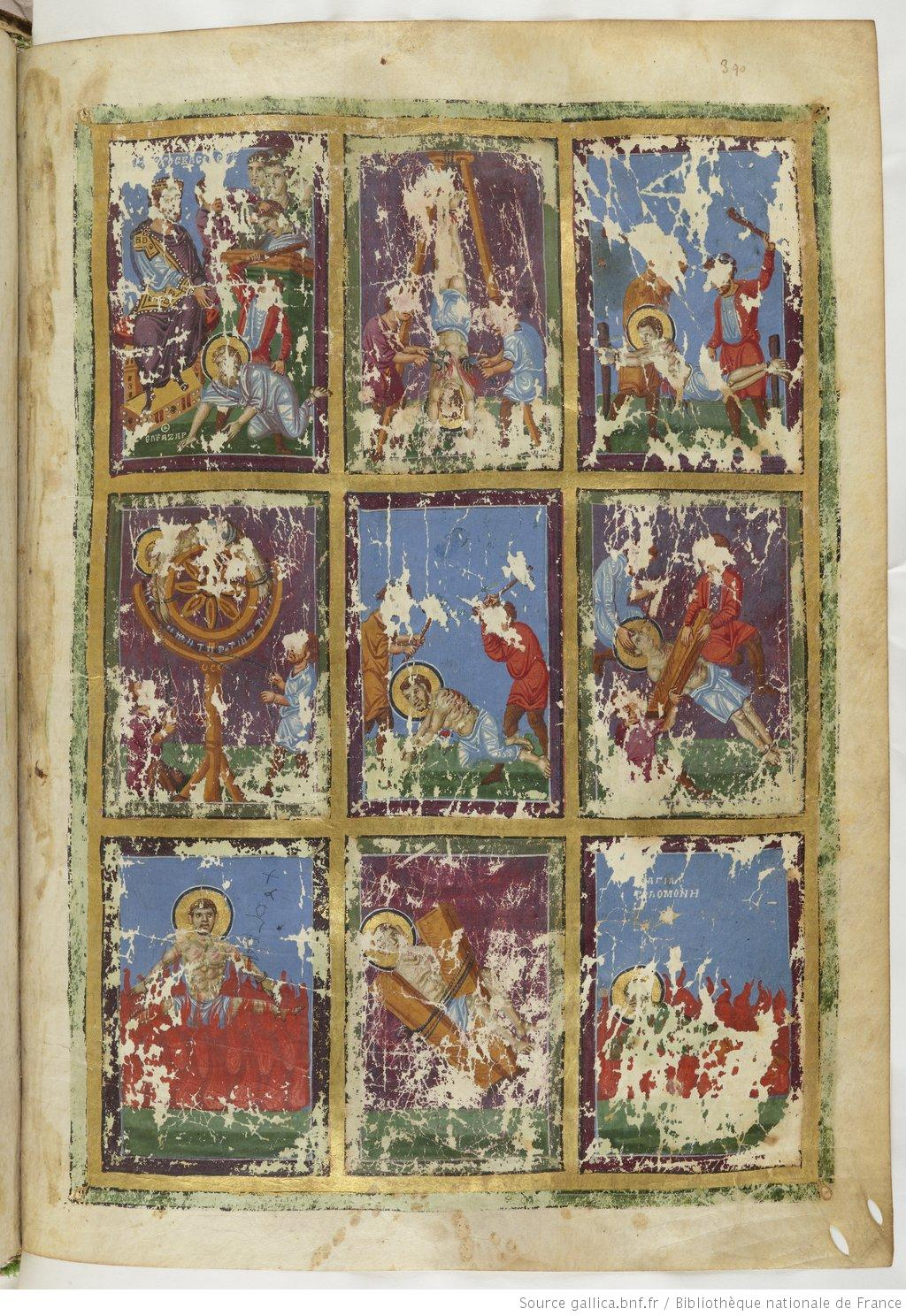
Страдания мучеников Маккавеев
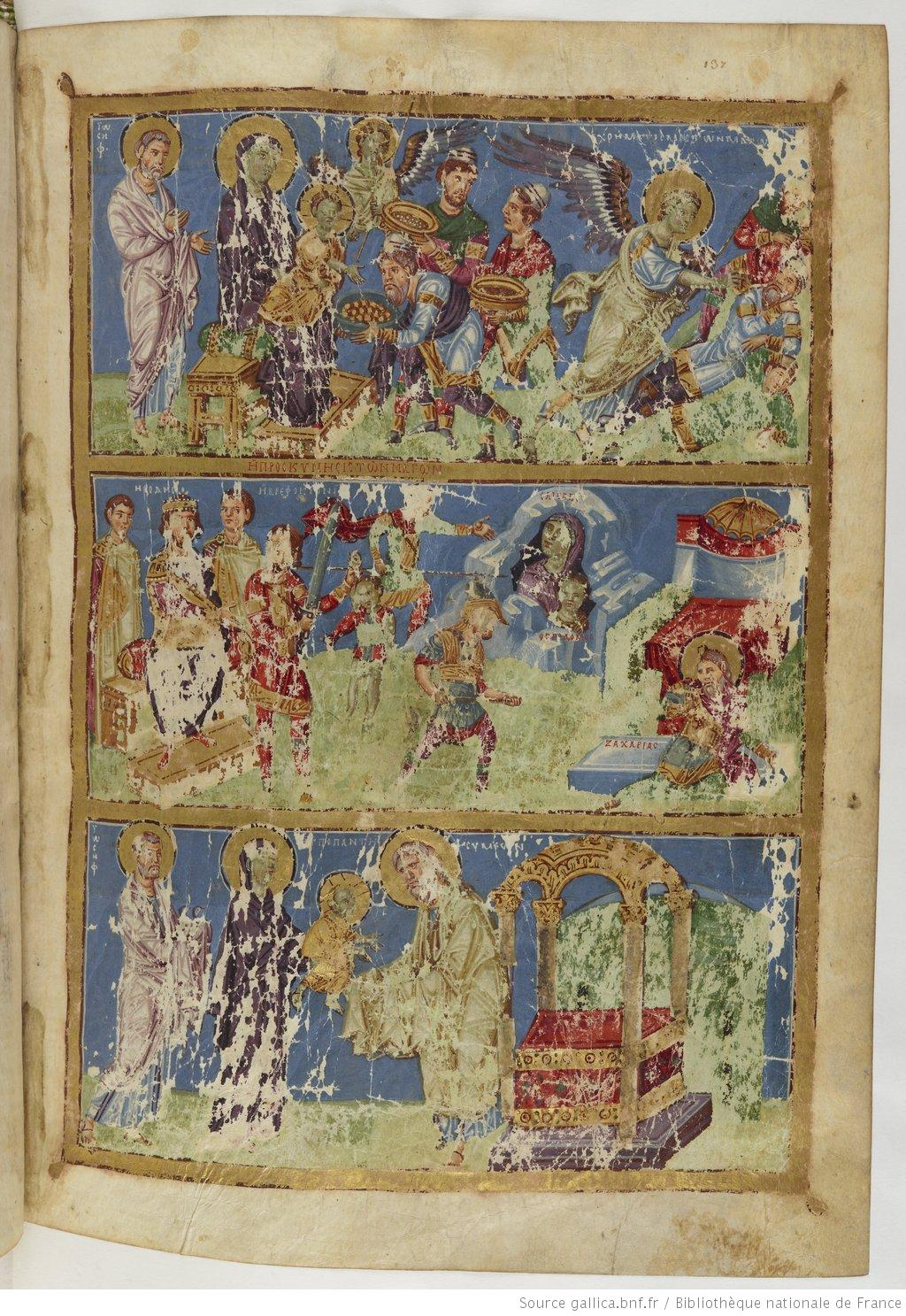
Волхвы приносят дары Христу. Царь Ирод избивает Вифлеемских младенцев. Сретение.

- На Викискладе есть медиафайлы по теме Гомилии Григория Богослова